# John Hughes (Eishockeyspieler, 1988)
John Hughes (* 6. Januar 1988 in Whitby, Ontario) ist ein austro-kanadischer Eishockeyspieler, der seit 2021 erneut beim EC VSV in der ICE Hockey League unter Vertrag steht.

## Karriere

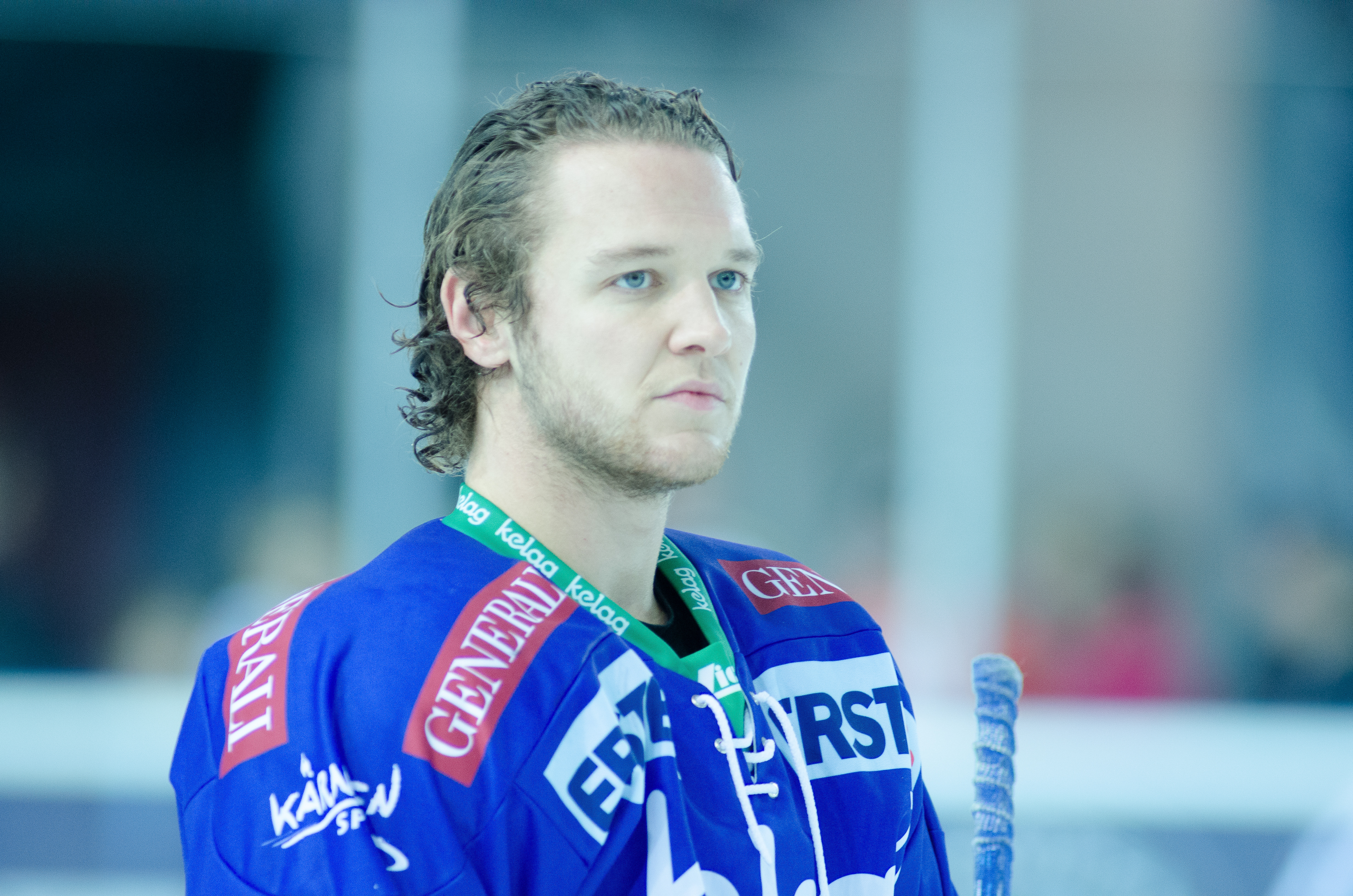
Hughes im Trikot des EC VSV (2013)

John Hughes begann seine Karriere als Eishockeyspieler in der kanadischen Juniorenliga Ontario Hockey League, in der er von 2004 bis 2008 für die Belleville Bulls und das Brampton Battalion aktiv war. In seiner letzten OHL-Spielzeit erhielt er dabei die Jim Mahon Memorial Trophy als Topscorer unter den rechten Flügelspielern. Anschließend erhielt der Kanadier einen Vertrag beim EC Red Bull Salzburg aus der Österreichischen Eishockey-Liga. Bei diesem konnte er in seinem Rookiejahr vollend überzeugen. In insgesamt 56 Spielen erzielte er 58 Scorerpunkte, davon 17 Tore. Mit einer Plus/Minus-Bilanz von +21 war er zudem der ligaweit beste Spieler in dieser Rubrik.
Die Saison 2009/10 begann Hughes bei Tappara Tampere in der finnischen SM-liiga, verließ den Verein allerdings bereits nach nur sechs Spielen und schloss sich im Dezember 2009 den Hannover Indians aus der 2. Eishockey-Bundesliga an. Für die Norddeutschen erzielte er bis Saisonende in 36 Spielen 42 Scorerpunkte, mit denen er sich für eine Rückkehr in die Österreichische Eishockey-Liga empfahl. Für die Saison 2010/11 wurde er vom slowenischen Hauptstadtclub HDD Olimpija Ljubljana verpflichtet. Ab der Saison 2012/13 spielte John Hughes beim österreichischen EC VSV, wo er als einer der Publikumslieblinge galt. Am 31. März 2014 wurde er aus seinem – bis zum Saisonende laufenden – Vertrag entlassen, nachdem er in der Nacht vor dem entscheidenden Halbfinal-Spiel eine Kneipentour absolviert hatte.
Ab Juli 2014 stand er wieder beim EC Red Bull Salzburg unter Vertrag, gehörte in den folgenden sieben Jahren zu den absoluten Top-Spielern der Liga, erreichte mit dem EC Red Bull zwei Meistertitel (2015, 2016) und 2019 den Einzug ins Halbfinale der Champions Hockey League. 2021 entschloss er sich zu einer Rückkehr zum VSV. Im September 2022 wurde Hughes als Österreicher eingebürgert.

## Erfolge und Auszeichnungen
- 2004 Jack Ferguson Award
- 2008 Jim Mahon Memorial Trophy
- 2009 Beste Plus/Minus-Bilanz der Österreichischen Eishockey-Liga
- 2011 Meiste Assists und Rookie of the Year der Österreichischen Eishockey-Liga
- 2012 Ron Kennedy Trophy, Slowenischer Meister, Meiste Assists und Meiste Punkte der Österreichischen Eishockey-Liga
- 2014 Meiste Assists und Meiste Punkte der Österreichischen Eishockey-Liga
- 2015 Österreichischer Meister mit dem EC Red Bull Salzburg
- 2015 Topscorer der EBEL-Playoffs
- 2016 Österreichischer Meister mit dem EC Red Bull Salzburg
- 2016 Topscorer der EBEL
- 2017 Beste Plus/Minus-Bilanz und bester Torjäger der EBEL
- 2018 Topscorer der EBEL-Playoffs
- 2018 Erster Spieler mit 500 Assists in der Österreichischen Eishockey-Liga
- 2022 Topscorer der ICEHL-Playoffs
- 2025 Ron Kennedy Trophy

## Karrierestatistik
(Legende zur Spielerstatistik: Sp oder GP = absolvierte Spiele; T oder G = erzielte Tore; V oder A = erzielte Assists; Pkt oder Pts = erzielte Scorerpunkte; SM oder PIM = erhaltene Strafminuten; +/− = Plus/Minus-Bilanz; PP = erzielte Überzahltore; SH = erzielte Unterzahltore; GW = erzielte Siegtore; 1 Play-downs/Relegation; Kursiv: Statistik nicht vollständig)